# Primärstabilität
Primärstabilität ist ein Begriff aus der Chirurgie beziehungsweise Oralchirurgie. Er bezeichnet die Stabilität, die allein durch die Klemmwirkung eines Implantats im Knochen (z. B. Endoprothese oder Zahnimplantat) erreicht wird und stellt das angestrebte Ziel beim Setzen eines Implantats in den Organismus dar. Die Primärstabilität ist besonders bei nicht-zementierten Prothesen von entscheidender Wichtigkeit und Voraussetzung für die Osseointegration, die knöcherne Einheilung.